# René Dumont
Pour les articles homonymes, voir Dumont.
René Dumont, né le 13 mars 1904 à Cambrai (Nord) et mort le 18 juin 2001 à Fontenay-sous-Bois (Val-de-Marne), est un ingénieur agronome, sociologue et homme politique français.
Il est connu pour son combat pour le développement rural des pays pauvres et son engagement écologiste. Il est le premier candidat à s'être présenté sous l'étiquette écologiste à une élection présidentielle française, en 1974.
René Dumont a inventé le mot agroécologie le 20 avril 1975, lorsqu'il a réalisé le commentaire du film documentaire de Michel Yves Gattepaille : En Afrique, les peuples oubliés du Sahel.
C'est également un auteur prolifique avec près de 70 ouvrages, dont L'Afrique noire est mal partie en 1962 et L'Utopie ou la mort ! en 1973.

## Biographie

### Origine et jeunesse
René Dumont naît à Cambrai, 19 allée Saint-Roch, dans une famille d'origine rurale. Il descend du côté paternel d'une lignée de paysans des Ardennes.
Son père, Rémy Dumont, est initialement instituteur rural avant d'entrer à l'école nationale d'agriculture de Grandjouan pour devenir ingénieur agricole. Professeur spécial d'agriculture à Cambrai de 1899 à 1925, il écrit une quinzaine d'ouvrages agronomiques chez Larousse et participe à la rédaction du premier Larousse agricole en 1921. Également franc-maçon, militant du Parti radical, il fut quelque temps conseiller municipal de Sedan. Espérant que son fils suive sa voie, il lui inculque l'amour de la terre.
Sa mère, née Françoise Busque, est en 1898 l'une des premières femmes agrégées de mathématiques en France. D'abord professeur de sciences, elle devient directrice de collège. Sa fonction l'amène à Arras, Amiens, Évreux et, enfin, Montargis, au collège du Chinchon. En 1920, René Dumont y côtoie de jeunes Chinois qui vont ensuite lancer la révolution dans leur pays.
René Dumont est ainsi élevé dans une famille de républicains laïcs militants. Il est également très tôt sensibilisé à l'agriculture. Ses parents ne sont eux-mêmes pas agriculteurs mais ses deux oncles et son grand-père tiennent une ferme à Rubécourt-et-Lamécourt, près de Sedan, où il part chaque été et participe aux activités agricoles.
Lorsque la Première Guerre mondiale éclate, sa famille réside encore dans le Nord et se trouve très proche du front. Le collège où enseigne sa mère est reconverti en hôpital militaire et René est marqué par l'horreur de la guerre. La famille part ensuite dans la Nièvre.
En 1921, René Dumont entre en classe préparatoire mathématiques supérieures au lycée Henri-IV à Paris, afin de préparer le concours d’entrée de l’Institut national agronomique (l'INA, ancêtre de l'actuel AgroParisTech). Entré brillamment en 1922 à l'INA, il en sort avec un diplôme d'ingénieur agronome.
Il part effectuer son service militaire mais, en raison de son tempérament pacifiste et de son comportement rebelle, des conditions particulièrement difficiles lui sont réservées et il fait par la suite une dépression[réf. souhaitée]. Il part se soigner à l'établissement psychiatrique de Charenton puis, en 1926, passe une année de convalescence comme ouvrier agricole dans la ferme de son frère, puis dans celle d’un de ses oncles.
Rétabli en 1927, il entre à l’Institut national d'agronomie coloniale (INAC) à Nogent-sur-Marne pour suivre une formation d'un an d'ingénieur colonial. Intéressé par l'agronomie tropicale, il quitte la France pour le Viêt Nam en janvier 1929 et commence sa carrière dans les rizières du Tonkin.
Son épouse, Suzanne, est artiste-peintre.

### Début de carrière au Nord Vietnam, alors le Tonkin
René Dumont commence sa carrière en expérimentant le modèle agricole dual de l'époque : d'un côté, la recherche agronomique à ses débuts, avec l'utilisation des engrais chimiques et le machinisme agricole pour les cultures d'exportation ; de l'autre, la quasi négligence des cultures vivrières en général et de la riziculture en particulier. Il est affecté comme « ingénieur adjoint de troisième classe des Services techniques et scientifiques de l’Agriculture en Indochine ». Responsable de station agricole dans le delta du Fleuve Rouge, il est chargé de développer l'utilisation des engrais en rizières, notamment l'acide phosphorique qui est produit par la Société des phosphates du Tonkin, une compagnie française locale. Bien que cantonné à l'évaluation de l'efficacité des engrais prescrits, René Dumont étudie également en profondeur les techniques locales traditionnelles de la culture du riz.
En 1930, il devient responsable de la nouvelle Section du Nord indochinois de l’Office du riz. La même année, il publie ses premières études dans le Bulletin économique de l’Indochine. Ces premières missions recèlent déjà une approche originale de l'agronomie, dans laquelle il essaye d'analyser les situations dans leur globalité tout en s'intéressant aux modes de vie et aux techniques des populations locales.
Ainsi, il remet assez vite en question les bienfaits du colonialisme. Son approche critique de l'agronomie entre en conflit avec l'idéologie des agronomes coloniaux de l'époque qui méprisent souvent l'agriculture traditionnelle des populations indigènes. Écœuré par l'administration française et épuisé par son rythme de travail, il démissionne de son poste et retourne en France en février 1932.
Un an après son retour, en 1933, il commence la rédaction de son premier ouvrage, non sans avoir complété ses données indochinoises par des visites en Italie à la station rizicole expérimentale de Verceil et aux Pays-Bas à Wageningue chez les « maîtres en cultures tropicales » selon sa propre expression. Publié début 1935, La Culture du riz dans le delta du Tonkin s'illustre par son approche novatrice de l'agronomie, une approche pluridisciplinaire s'intéressant autant à la géographie qu'à l'humain et que l'agronome Igor Besson, responsable de sa réédition revue et augmentée en 1995, qualifie d'« ethno-agronomique » avant l'heure. Dans cet ouvrage il présente la trop faible capacité d'augmentation de la productivité des rizicultures par rapport à la croissance démographique dans la région du delta du Tonkin. Ce travail s'inscrivant dans une logique néo-malthusienne est précurseur, plus de 30 ans avant la prise de conscience de ces problèmes par les autorités publiques. Cette approche est notamment reprise par ses disciples Etienne Guillaume, Jean-Baptiste Ancel, Victor Cervantes et Mehdi Beghdadi dans Crise démographique et ethnoculturelle, de Malthus à René Dumont en 2023.
Pendant les années 1930, il milite pour l'économie distributive, parmi les milieux abondancistes. Il publie plusieurs articles dans la Grande Relève.

### Carrière académique

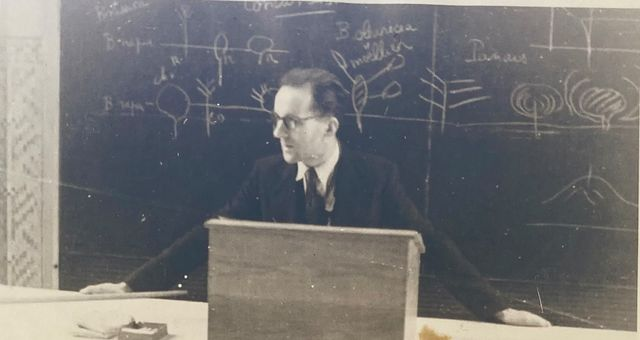
René Dumont à l'Institut National Agronomique, vers 1930-1940.

René Dumont a passé toute sa carrière, de 1933, un an après son retour du Tonkin, à sa retraite en 1974, à l'Institut national agronomique (INA) à Paris ou plus simplement « l'Agro ». Il y est entré en octobre 1933 comme chef de travaux des chaires d’agriculture et d’agriculture comparée (à titre provisoire puis titularisé à ce poste en janvier 1935). En 1936, il est devenu maître de conférences d'agriculture spéciale à vacation, puis maître de conférences d’agriculture spéciale en 1951 à l'occasion de la création de la chaire du même nom. En 1953, il a été nommé professeur de la chaire d’agriculture comparée qu'il a contribué à créer et où il a enseigné jusqu'à sa retraite. Il a été professeur honoraire de cette chaire jusqu'à sa mort, chaire qui est, de nos jours, d'agriculture comparée et de développement agricole,.
Parallèlement, il est aussi enseignant de 1941 à 1970 à l'École supérieure d’application d’agriculture tropicale (ESAAT, ex ENSAC, l'École nationale supérieure d'agriculture coloniale). Il a enseigné le thème de l'« Économie agricole en France et dans le monde » une année sur deux à l'Institut d'études politiques de Paris de 1946 à 1966. Il a développé ce même sujet au cours commun général de l'École nationale d'administration (ENA) de 1955 à 1958, date à laquelle l'agriculture fut rayée du cursus. Il a enseigné l'économie et la sociologie rurale à l'École pratique des hautes études (EPHE) et à l'Institut des hautes études de l'Amérique latine (IHEAL) ainsi qu'au Centre de formation des experts de la coopération technique internationale de la Fondation nationale des sciences politiques. Il a enfin donné régulièrement des conférences à l'intérieur de divers programmes de l'Institut d'étude du développement économique et social (IEDES) de l'université Paris 1 à partir de 1958 et à l’Institut international d’administration durant les années 1960 et années 1970.
En dehors de la France, il a été invité à cinq reprises en Amérique du Nord : six semaines à la faculté d’agronomie de l’université Laval à Québec en 1966, ainsi qu'un mois aux départements de géographie de l'Université d'Ottawa en 1969 et de l'Université de Montréal en 1970 ; une semaine dans le cadre d'un programme spécial Nutrition et agriculture de l'Université Cornell (Ithaca, New York) en 1987 ; enfin, une semaine d’interventions et de conférences sur les problèmes de l'environnement et du développement de plusieurs facultés de l'Université de Moncton au Canada en 1988. Il a obtenu quatre doctorats honoris causa.
Après sa retraite professionnelle en 1974, il tient régulièrement des conférences, notamment à l'INA P-G, et publie de façon continue jusqu'au milieu des années 1990. Marc Dufumier, qui, après Marcel Mazoyer, succède à René Dumont à l'INA P-G, devient en 2009 président de la nouvelle association pour la Fondation René Dumont, dont Laurent Gervereau est vice-président. Cette dernière, basée à AgroParisTech (établissement issu de l'INA P-G avec le rapprochement de l'ENGREF et de l'ENSIA), accompagne le don de toutes les archives, la bibliothèque et les objets personnels de René Dumont au musée du Vivant, organisé par Charlotte Paquet Dumont et Laurent Gervereau du Québec à Paris.

### Responsabilités scientifiques pour le gouvernement français
Au long de sa carrière, René Dumont a été plusieurs fois sollicité par le gouvernement français.
En 1937, il passe trois mois en intérim au cabinet du ministre de l'Agriculture Georges Monnet au sein du gouvernement de Front populaire.
Durant la seconde guerre mondiale, René Dumont est appelé à rédiger de nombreux articles pour la revue du régime de Vichy : ""La Terre française" ; dans lesquels il défend ardemment l'idéologie pétainiste du "retour à la terre".[réf. souhaitée]
De décembre 1945 à 1953, il est conseiller agricole au Commissariat général du Plan de modernisation et d’équipement où il assure la direction pratique des travaux de la section agricole du plan Monnet. Il publie alors Le Problème agricole français. Esquisse d’un plan d’orientation et d’équipement (1953), dans lequel il défend la révolution agricole productiviste qui n'en est qu'à ses tout débuts en France : motorisation (premiers tracteurs, moissonneuses, etc.), semences sélectionnées, rotations culturales avec légumineuses, retournement des prairies permanentes, utilisation d'engrais minéraux ou chimiques, épandage de produits phytosanitaires, etc. ; et allant de pair avec les techniques améliorant le rendement, des mesures permettant d'augmenter la productivité du travail (remembrement, agrandissement des surfaces par exploitant, modernisation des structures agricoles, etc.), des investissements publics (drainage et irrigation, recherche agronomique, vulgarisation agricole, formation des producteurs, etc.) et des politiques agricoles pour orienter et accompagner les progrès.
Cet ouvrage est en fait l'aboutissement d'un travail qu'il mène depuis 1933 en parcourant le pays pour analyser les besoins de moderniser l'activité agricole française. L'auteur avait d'ailleurs fait un séjour d'étude aux États-Unis d'août à octobre 1946 pour analyser les techniques agricoles existantes et identifier celles qui pourraient être utiles à connaître en France. René Dumont livre sa synthèse de la situation agricole française et y fait ses premières propositions. Pour améliorer le rendement, il propose notamment la formation des agriculteurs, le remembrement et la mécanisation. Il est favorable à une agriculture productive et ouverte aux échanges internationaux. Il prône ainsi, dans ce livre, de s'appuyer sur « la collaboration active des élites rurales, de la représentation professionnelle agricole, pour éveiller au sein de notre paysannat la mystique du progrès technique, du plan d'équipement ; en somme la volonté d'aller plus vite ».
À la suite de son action au sein du Commissariat général, il devient une des icônes de ce mouvement de modernisation.
Après 1953, la production agricole française augmente et René Dumont s'intéresse alors au tiers monde, où il souhaite lutter contre la famine. Il reste toutefois épisodiquement sollicité par la France.
En 1959, il est membre du Comité consultatif de la recherche scientifique et technique. Il doit cependant démissionner de ce comité en 1962, après avoir signé le Manifeste des 121 contre la guerre d'Algérie.
De 1959 à octobre 1961, il entre au Comité directeur du Fonds d’aide et de coopération (FAC) du ministère de la Coopération pour lequel il réalise des missions au Rwanda, au Mali, au Tchad, au Congo, au Bénin, à Madagascar et au Cameroun. Sa liberté d'analyse ne plaît pas et le Premier ministre Michel Debré demande des sanctions contre lui. Après cela, il est essentiellement sollicité par des gouvernements étrangers, des ONG et des organismes internationaux.
Après en avoir été l'un de ses plus ardents partisans, il est l'un des premiers à dénoncer les dégâts issus de la Révolution verte dans les années 1960 et à lutter contre l'agriculture productiviste. Il fut un expert aux Nations unies et à la FAO.
Marqué par la Première Guerre mondiale, René Dumont rejoint la Ligue internationale des combattants de la paix pendant l'entre-deux-guerres et, défenseur du « pacifisme intégral », se prononce en 1939 contre la guerre avec l'Allemagne. Il écrit, pendant la Seconde Guerre mondiale, des articles dans La Terre française, l'« Hebdomadaire de l'agriculture et de l'artisanat » contrôlé comme toute la presse française par le gouvernement du maréchal Philippe Pétain et prônant entre autres choses le corporatisme agricole. De tels articles à usage de vulgarisation scientifique – au moins quatorze en 1942-43 – concernent uniquement des cas d'études en France avec parfois des comparaisons avec des exemples concernant l'agriculture allemande et celle de plusieurs autres pays.

### Candidat à l'élection présidentielle de 1974
Dès 1972, l'idée de présenter un candidat à l'élection présidentielle suivante circule dans les milieux écologistes. Le 7 avril 1974, quelques jours après la mort du président Georges Pompidou, divers groupes et personnalités de l'écologie (Amis de la Terre, Pollution Non, associations locales et régionales, Jean Carlier et les Journalistes-écrivains pour la nature et l'écologie) affichent leur volonté de présenter une candidature écologiste pour l'élection présidentielle. Sont sollicités Philippe Saint-Marc, qui préfère entreprendre un rapprochement avec Valéry Giscard d'Estaing, Théodore Monod qui, à 72 ans, refuse, s'estimant trop âgé, et le commandant Jacques-Yves Cousteau qui refuse également. Charles Loriant, partisan de l'économie distributive, est « candidat à la candidature » écologiste mais ses thèses, peu connues de la mouvance écologiste, sont contestées, et sa candidature est écartée.
Après le retrait du syndicaliste de Lip, Charles Piaget, René Dumont accepte à 70 ans de se présenter en tant que premier candidat écologiste,. Le linguiste et militant occitan Robert Lafont n'ayant pas réussi à recueillir le nombre de signatures nécessaires pour se présenter, René Dumont reçoit le soutien des Comités d'action bretons et des Comités bretons minorités nationales qui mènent campagne à ses côtés, et, lors de son meeting du 1er mai à Lorient, il lit lui-même l'essentiel du texte élaboré pour cette occasion. Le résultat du scrutin sur la France est faible (1,32 % des votes), mais il s'agit alors surtout d'utiliser les médias et particulièrement la télévision pour faire connaître la pensée écologiste en politique. Brice Lalonde est alors son directeur de campagne électorale.
La politique écologique française, dont René Dumont est l'un des premiers porte-paroles, est pacifiste, contre le capitalisme agressif (l'agronome n'a rien contre la propriété foncière si elle n'est pas à l'origine d'un partage trop inégal des fruits du travail et si les droits des agriculteurs sont respectés), pour la solidarité entre les peuples, et elle prend en compte le monde en voie de développement[pas clair]. En avance sur son temps, bien connu pour son éternel pull-over rouge, et étant le seul candidat à se présenter devant les caméras sans porter de cravate, Dumont surprend les Français en se montrant à la télévision avec une pomme et un verre d'eau, pour leur expliquer  combien ces ressources sont précieuses et en péril. Il prédit l'inévitable hausse du prix des carburants.
À la suite de sa campagne, en juin 1974, lors des Assises de Montargis (Loiret), où se réunissent les militants qui s'étaient engagés dans celle-ci, est fondée la première organisation de l'écologie politique d'envergure nationale : le Mouvement écologique.
En 1976, il se présente comme suppléant de Brice Lalonde lors d'une élection législative partielle dans la troisième circonscription de Paris. La liste obtient 6,5 %, un résultat qui encourage des écologistes à se présenter aux élections municipales de 1977.
Sa candidature en fait de facto un pionnier de l'écologie politique. Les Verts, dont il soutient régulièrement les candidats à la présidentielle et qui après sa mort créent une association en vue d'une fondation portant son nom, l'ont toujours considéré comme l'un des leurs,,.

## Positions politiques

### Environnement, économie et société
Grand voyageur, René Dumont a été spécialiste des problèmes du monde agricole dans les pays en développement.
Il soutenait en particulier :
- le contrôle des naissances ;
- les économies d'énergie ;
- la coopération internationale avec les pays en développement ;
- la protection et la remédiation des sols ;
- les premières expériences d'agroécologie au Sahel (il contribue à deux films documentaires de Michel Yves Gattepaille : « En Afrique, les peuples oubliés du Sahel » et « Au Sahel, le développement ou la survie ? »).

René Dumont considérait que le développement n'était pas une question d'argent (problème économique), de système social, ni de techniques (engrais, semences), mais plutôt la résultante d'un équilibre entre les trois. Il donnait une place importante à l'intelligence paysanne et à sa capacité d'apprentissage et d'innovation. Il soutenait que les relations entre les hommes et leurs champs reposaient essentiellement sur les relations existantes entre les hommes eux-mêmes, les relations sociales constituant les bases sur lesquelles reposent une agriculture et un développement industriel de qualité. Enfin, il considérait que les piliers soutenant de bonnes relations sociales entre les hommes reposaient sur de bonnes relations entre les hommes et les femmes. Il affirmait ainsi sa conviction en l'importance de l'émancipation des femmes dans le cadre du contrôle démographique.
Dumont a été un des premiers à dénoncer les effets de l'explosion démographique, productivisme, gaspillage, pollution, bidonvilles, inégalités entre pays du Sud et pays du Nord.
Il est membre fondateur de l'association Attac en 1998.

### Critiques et controverses posthumes: l'attitude de René Dumont durant la Seconde Guerre mondiale
René Dumont a fait l'objet d'éloges, mais également de critiques après son décès, notamment concernant son attitude pendant la Seconde Guerre mondiale. Dumont a contribué à La Terre française, un hebdomadaire sous influence allemande, par des articles à caractère technique agricole, sans engagement politique explicite. Ces aspects de son parcours, bien que connus de certains, ont été mis en lumière par le Réseau Voltaire, suscitant un débat sur son héritage dans l'écologie politique.

### Pacifisme
René Dumont et trente autres pacifistes dont Jean Giono signent un tract intitulé « Paix immédiate », rédigé dès la déclaration de la Seconde Guerre mondiale, en septembre 1939, par le militant anarchiste Louis Lecoin et distribué à 100 000 exemplaires. Une enquête pour infraction au décret-loi du 1er septembre 1939 interdisant les actes pouvant porter atteinte au moral de l'armée et de la population fut ouverte par le tribunal militaire de Paris,. René Dumont s'est plus tard reproché son attentisme pendant la guerre.
René Dumont signe la Déclaration sur le droit à l’insoumission dans la guerre d'Algérie, dite Manifeste des 121. Il fait partie des soixante personnalités qui appellent à la création de la Ligue nationale contre la force de frappe. Il est membre du comité de patronage du Mouvement contre l'armement atomique (MCAA) lors de sa création en 1963. Ce mouvement deviendra en 1968 le Mouvement pour le désarmement, la paix et la liberté (MDPL). Avec Bernard Clavel, Théodore Monod, Jean Rostand, Lanza del Vasto et des dizaines de personnes, René Dumont signe en février 1968 une lettre de soutien à ceux qui renvoient leurs livrets militaires pour protester contre la force de frappe nucléaire. Le Groupe d'action et de résistance à la militarisation naîtra de ce mouvement de solidarité. Au cours de sa campagne de candidat à l'élection présidentielle française de 1974, René Dumont réclame la fin des essais nucléaires, critique l’armée dirigée contre « l’ennemi intérieur » et accapareuse de terrain (Larzac…) et il soutient en particulier les objecteurs de conscience et les insoumis.
En 1981, il est co-solidaire de la publication Avis de recherche consacrée au soutien des appelés insoumis au service militaire.
René Dumont prend position contre la guerre d'Irak. Notamment dans un livre, publié en 1992 au Seuil, intitulé  Cette guerre qui nous déshonore.

### Mort
Lors de son enterrement le 19 juin 2001, la dernière volonté de René Dumont consista à faire entendre Boris Vian chantant Le Déserteur, faisant suite à l'engagement précédemment évoqué.
Il est incinéré au crématorium du Père-Lachaise, et une plaque à son nom fut apposée au Jardin du Souvenir de Fontenay-sous-Bois.

## Hommage

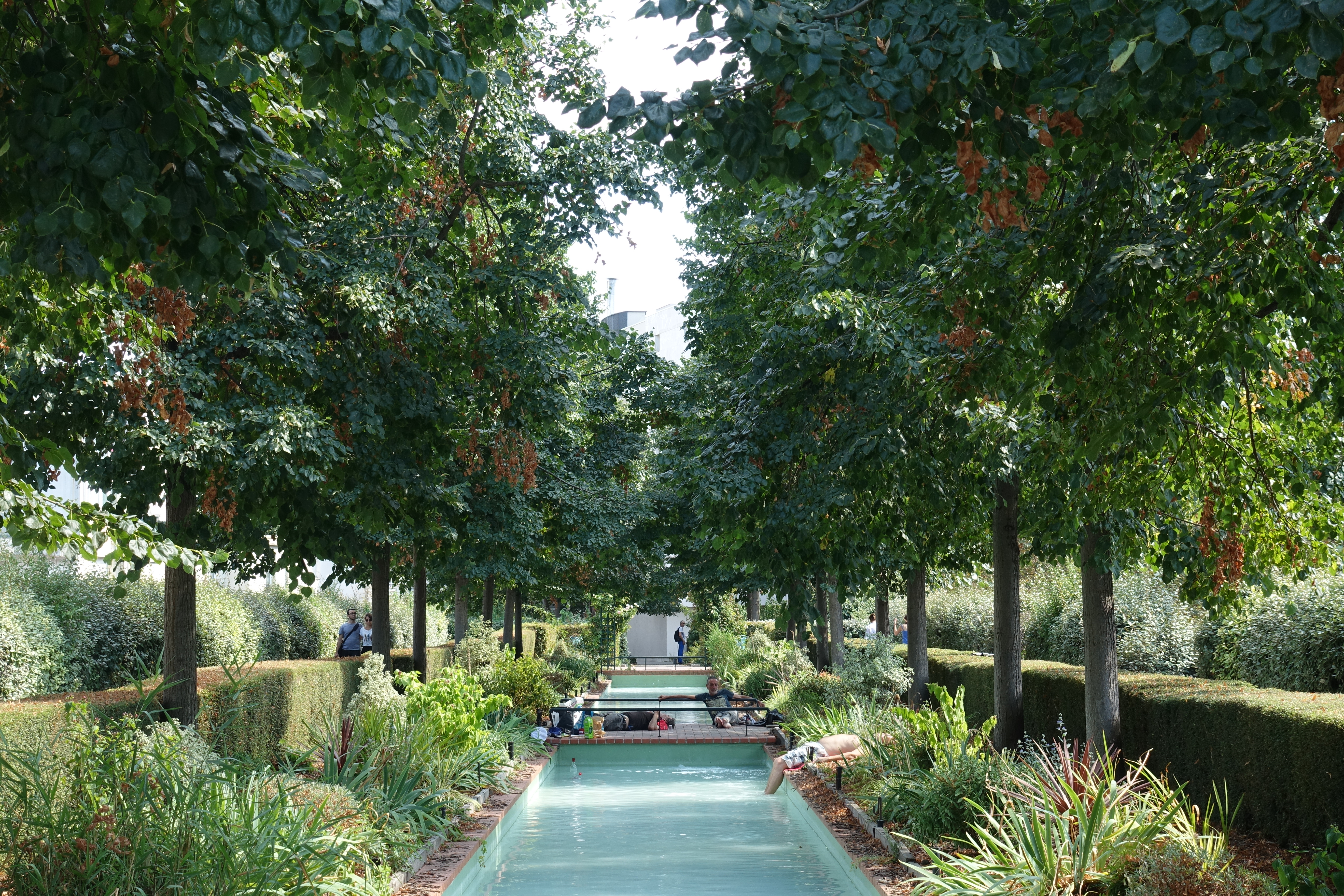
Coulée verte René Dumont dans de Paris.

- Rues René Dumont, à Rennes, Bègles, Cambrai, Charleville-Mézières, Audenge, Thorigné-Fouillard, Illkirch-Graffenstaden et Lure (dans un éco-quartier résidentiel)
- Parc René Dumont à Montpellier, dans le quartier Saint Roch près de la gare
- Éco-parc des Carrières René Dumont à Fontenay-sous-Bois
- Jardin d'agronomie tropicale René-Dumont, dans le bois de Vincennes, à Paris[37]
- Fresque d'hommage à René Dumont réalisée à Argentat-sur-Dordogne en 2019 par Chantal Montellier avec Camille Barbet et Paul Bellenge de l'École supérieure d'Art du Nord-Pas-de-Calais sur les murs de Nuage Vert (nuage-vert.com)

## Œuvres
René Dumont est le premier triple auteur dans la prestigieuse collection Terre humaine fondée par Jean Malaurie chez Plon à Paris.

### Ouvrages
(Liste quasi complète)
- La Culture du riz dans le delta du Tonkin. Étude et propositions d'amélioration des techniques traditionnelles de riziculture tropicale, 1935 (Société d’Éditions géographiques, maritimes et coloniales, Paris ; édition revue, corrigée et augmentée en 1995, Prince of Songkla University, Patani, coll. « Grand Sud »)
- Misère ou prospérité paysanne ?, 1936 (Ed. Fustier, Paris, coll. « Dynamo »), préface de Jacques Duboin.
- Le Problème agricole français. Esquisse d'un plan d'orientation et d'équipement, 1946 (Les Éditions nouvelles, Paris, coll. « Bibliothèque de l'économie contemporaine »)
- Les Leçons de l'agriculture américaine, 1949 (Flammarion, Paris, coll. « La terre, encyclopédie paysanne »)
- Voyages en France d'un agronome, 1951 (Librairie de Médicis, Ed. M.-Th. Génin, Paris)
- Économie agricole dans le monde, 1954 (Dalloz, Paris, coll. « Études politiques, économiques et sociales »)
- La Nécessaire Révolution fourragère et l'expérience lyonnaise avec Pierre Chazal en premier auteur, 1955 (Le Journal de la France Agricole, Paris)
- Révolutions dans les campagnes chinoises, 1957 (Le Seuil, Paris, coll. « Esprit »)
- Terres vivantes. Voyage d'un agronome autour du monde, 1961 (Plon, Paris, collection Terre humaine) (texte écrit de 1959 à 1961 sur des notes prises sur le terrain depuis 1956)
- L'Afrique noire est mal partie, 1962 (Le Seuil, Paris, coll. « Esprit », réédition en 2012) ; note critique de Jean Cabot
- Sovkhoz, kolkhoz ou le problématique communisme, 1964 (Le Seuil, Paris, coll. « Esprit »)
- Cuba. Socialisme et développement, 1964 (Le Seuil, Paris, coll. « Esprit »)
- Chine surpeuplée. Tiers Monde affamé, 1965 (Le Seuil, Paris, coll. « Esprit »)
- Nous allons à la famine avec Bernard Rosier, 1966 (Le Seuil, Paris, coll. « Esprit »)
- Développement et socialismes avec Marcel Mazoyer, 1969 (Le Seuil, Paris, coll. « Esprit »)
- Cuba est-il socialiste ?, 1970 (Le Seuil, Paris coll. « Points-Politique »)
- Paysanneries aux abois. Ceylan-Tunisie-Sénégal, 1972 (Le Seuil, Paris, coll. « Esprit »)
- L'Utopie ou la Mort !, 1973 (Le Seuil, Paris, coll. « L’Histoire immédiate »)
- Agronome de la faim, 1974 (Ed. Robert Laffont, Paris, coll. « Un homme et son métier »)
- À vous de choisir : l'écologie ou la mort. La campagne de René Dumont et de ses prolongements. Objectifs de l'écologie politique, Pauvert, 1974
- La Croissance de la famine ! Une agriculture repensée, 1975 (Le Seuil, Paris, coll. « Techno-critique »)
- Chine, la révolution culturale, 1976 (Le Seuil, Paris, coll. coll. « L’Histoire immédiate »)
- Nouveaux voyages dans les campagnes françaises avec François de Ravignan, 1977 (Le Seuil, Paris, coll. « L’Histoire immédiate »)
- Seule une écologie socialiste…, 1977 (Ed. Robert Laffont, Paris)
- Paysans écrasés, terres massacrées. Équateur, Inde, Bangladesh, Thaïlande, Haute-Volta, 1978 (Ed. Robert Laffont, Paris)
- L'Afrique étranglée. Zambie, Tanzanie, Sénégal, Côte d'Ivoire, Guinée-Bissau, Cap-Vert, 1980 (Le Seuil, Paris, coll. coll. « L’Histoire immédiate »)
- Le mal-développement en Amérique latine. Mexique, Colombie, Brésil avec Marie-France Mottin, 1981 (Le Seuil, Paris, coll. « L’Histoire immédiate »)
- Finis les lendemains qui chantent. Tome 1 : Albanie, Pologne, Nicaragua. Finis pour tous les mondes, 1983 (Le Seuil, Paris, coll. « L’Histoire immédiate »)
- Finis les lendemains qui chantent. Tome 2 : Surpeuplée, totalitaire, la Chine décollectivise, 1983 (Le Seuil, Paris, coll. « L’Histoire immédiate »)
- Finis les lendemains qui chantent. Tome 3 : Bangladesh-Népal, « l'aide » contre le développement avec Charlotte Paquet, 1983 (Le Seuil, Paris, coll. « L’Histoire immédiate »)
- Pour l'Afrique, j'accuse. Le journal d'un agronome au Sahel en voie de destruction en collaboration avec Charlotte Paquet, 1986 (Plon, Paris, collection Terre humaine)
- Les Raisons de la colère. Ou l'utopie et les Verts avec Charlotte Paquet, (1987 (La Découverte, Paris, coll. « Antidotes »)
- Taïwan. Le prix de la réussite en collaboration avec Charlotte Paquet, 1987 (La Découverte, Paris, coll. « Cahiers libres »)
- Un monde intolérable. Le libéralisme en question avec Charlotte Paquet, 1988 (Le Seuil, Paris, coll. « L’Histoire immédiate »)
- Mes combats. Dans quinze ans les dés seront jetés, 1989 (Plon, Paris, collection Terre humaine-Courants de pensée)
- Démocratie pour l'Afrique. La longue marche de l'Afrique noire vers la liberté avec Charlotte Paquet, 1991 (Le Seuil, Paris, coll. « L’Histoire immédiate »)
- Cette guerre nous déshonore. Quel nouvel ordre mondial ? avec Charlotte Paquet, 1992 (Le Seuil, Paris, coll. « L’Histoire immédiate »)
- Misère et chômage. Libéralisme ou démocratie avec Charlotte Paquet, 1994 (Le Seuil, Paris, coll. « L’Histoire immédiate »)
- Ouvrez les yeux ! Le XXIe siècle est mal parti, 1995 (Politis Ed./Arléa, Paris)
- Famines, le retour. Désordre libéral et démographique non contrôlée, 1997 (Politis Ed./Arléa, Paris)

### Autres ouvrages
- Plan d'orientation de la production agricole française et coloniale, 1945 (rapport publié par le ministère du Ravitaillement, Paris)
- Les possibilités de la petite exploitation et l'intensification fourragère, 1953 (Le Journal de la France agricole, Paris)
- Problèmes fourragers dans les pays scandinaves et en Grande-Bretagne, 1954 (Ed. SADEP, Paris, coll. « Travail et productivité »)
- Report of a community development evaluation mission in India. 23 November 1958-3 April 1959 avec M.J. Coldwell et Margaret Read, 1959 (Ministry of Community Development and Co-operation, Government of India)
- Évolution des campagnes malgaches. Quelques problèmes essentiels d'orientation et de modernisation de l'agriculture malgache, 1978 (Imprimerie officielle, Tananarive)
- Afrique noire. Développement agricole. Reconversion de l'économie agricole : Guinée, Côte d'Ivoire ; Mali, 1961 (PUF, Paris, Cahiers « Tiers Monde »)
- La réforme agraire à Cuba. ses conditions de réussite, avec Julien Coléou 1961 (PUF/IEDES, Paris, Études « Tiers Monde. Problèmes des pays sous-développés »)
- Problèmes agraires, avec Christian Beringuier, 1969 (PUF/IEDES, Paris, Études « Tiers Monde »)
- Pourquoi les écologistes font-ils de la politique ? : Entretiens de Jean-Paul Ribes avec Brice Lalonde, Serge Moscovici et René Dumont, 1978, vol. 49 de Combats, Le Seuil, Paris  (ISBN 978-2-02-004794-4)
- Pauvreté et inégalités rurales en Afrique de l'Ouest francophone (Haute-Volta, Sénégal, Côte d'Ivoire avec Claude Reboul et Marcel Mazoyer, 1981 (BIT, Genève)
- Le défi sénégalais. Reconstruire les terroirs, libérer les paysans avec Marie-France Mottin, 1982 (ENDA, Dakar, Série « Études et recherches »)
- La contrainte ou la mort. Lettre aux Québécoises et aux Québécois sur l'avenir de la planète (donc sur le leur) avec Gilles Boileau en collaboration avec Charlotte Paquet, 1990 (Ed. du Méridien, Montréal, coll. « Environnement »)

### Articles
- René Dumont, « Évolutions récentes des recherches scientifiques en agronomie. », Économie rurale, no 200,‎ 1990, p. 57-59 (DOI 10.3406/ecoru.1990.4149, lire en ligne)
- René Dumont, « Décolonisation et développement agricole au Centre-Est de l'Afrique : le Rwanda-Urundi. », Tiers-Monde, vol. tome 1, no 4,‎ 1960, p. 421-445 (DOI 10.3406/tiers.1960.1230, lire en ligne)
- René Dumont, « Alcool, ou lait et viande? - Etude technique et économique d'orientation agricole et alimentaire. », Population, vol. 8, no 1,‎ 1953, p. 57-72 (DOI 10.2307/1524979, lire en ligne)
- René Dumont, « L'Amélioration des variétés de Riz. », Revue de botanique appliquée et d'agriculture coloniale, vol. 14, no 159,‎ novembre 1934, p. 938-947 (DOI 10.3406/jatba.1934.5435, lire en ligne)

### Filmographie
- René Dumont, citoyen de la planète Terre, un film-portrait de Bernard Baissat, coproduction La Lanterne/France 3, durée 105 minutes, 1992.
- René Dumont, écologiste et agronome pour vaincre la faim, documentaire de Michel Yves Gattepaille, durée 125 minutes, 2020